# Cal Segarreta (Ivars d'Urgell)
Cal Segarreta és un monument del municipi d'Ivars d'Urgell (Pla d'Urgell) inclòs en l'Inventari del Patrimoni Arquitectònic de Catalunya.

## Descripció
Edifici de pedra de carreu. La casa està dividida en tres plantes: a la planta baixa hi ha la porta d'entrada, de forma quadrada, i la de la capella, amb vitralls i reixeta. A la planta noble s'obren quatre portes balconeres amb barana de forja. Damunt una de les portes hi ha la inscripció "Pere Segarra. Any 1763".
A la planta superior també hi ha quatre portes balconeres i està rematada amb una cornisa. Entre dues finestres hi ha una petita obertura amb una petita campana.

## Història
Aquesta casa la va fer construir Pere Segarra i Segarra l'any 1763 i ha anat passant de generació en generació fins a l'actualitat.